# Jakki Degg
Jakki Degg, född 20 februari 1978 i Stone i Staffordshire, är en brittisk glamourmodell och skådespelare. Degg blev känd när hon efter övertalning från sin mor tävlade i Max Power Magazine Babes-tävlingen i slutet på 1990-talet. Hon vann tävlingen och blev sedan en så kallad Page 3-flicka i dagstidningen The Sun, hon blev framröstad som " den bästa page 3-flickan genom alla tider" år 2001. Hon har senare fokuserat på en skådespelarkarriär i filmer och serier, bland annat har hon medverkat i den amerikanska filmen Eurotrip.